# Sabrata

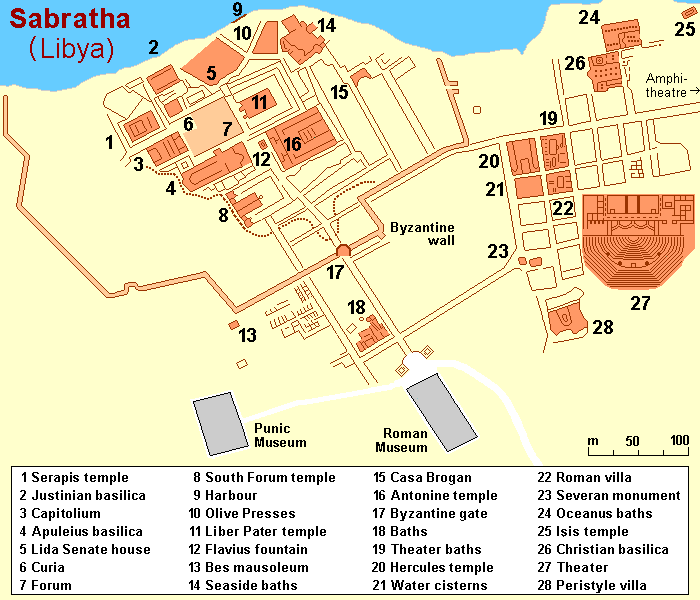
Plan ruin Sabraty

Sabrata (łac. Sabratha, gr. Σαβράτα, Σαβράθα, Σαβαραθά, także Ἀβρότονον Abrotonon.; arab. ‏صبراتة‎) – starożytne miasto w Trypolitanii nad Morzem Śródziemnym. Obecnie stanowisko archeologiczne w północno-zachodniej Libii, położone w połowie drogi między Trypolisem a granicą z Tunezją, w 1982 roku wpisane na listę światowego dziedzictwa kultury UNESCO. 

## Wiadomości ogólne
Kompleks starożytnych ruin z epoki rzymskiej znajduje się w odległości ok. 1,3 km od portowego miasta współczesnego, liczącego ponad 100 tys. mieszkańców i będącego siedzibą uniwersytetu.
Sabrata, położona na afrykańskim wybrzeżu pomiędzy Wielką i Małą Syrtą, była pierwotnie kolonią fenicką, założoną prawdopodobnie jeszcze przed VI wiekiem p.n.e. W pierwszym stuleciu n.e., po rzymskim podboju miasto gruntownie przebudowano według nowych założeń urbanistycznych. Dotychczas zachowały się pozostałości forum, kapitolu, bazyliki i kurii, świątyń, łaźni rzymskich i amfiteatru. Z okresu fenickiego pochodzą pozostałości dzielnicy punickiej ze śladami świątyń i z charakterystycznym mauzoleum Besa. Do najlepiej zachowanych budowli należą rzymski teatr z II-III wieku oraz budowle sakralne z czasów chrześcijańskich (m.in. bazylika z czasów Justyniana). Miejscowe muzeum przechowuje znalezione na terenie wykopalisk mozaiki i freski pochodzące z domów prywatnych.

## Historia
Obok Leptis Magna i Oea Sabrata należała do trzech najważniejszych miast nadmorskich (gr. treis poleis) regionu nazwanego od ich liczby Trypolitanią. Założona jako port wywozowy i placówka handlowa (emporium) przez Fenicjan, przeszła następnie pod władzę punickich Kartagińczyków, a od 46 p.n.e. stała się częścią rzymskiej Afryki Prokonsularnej. W okresie cesarstwa, po nadaniu statusu kolonii, przeżywała niezwykły rozkwit za rządów dynastii Antoninów i Sewerów. Wskutek zniszczeń wywołanych trzęsieniem ziemi (przypuszczalnie 65-70 n.e.), w II wieku n.e. przeprowadzono szeroko zakrojone prace renowacyjne, obejmujące głównie budynki publiczne. Jednakże po inwazji plemion pustynnych (363-365 n.e.) i zdobyciu przez Austurianów, splądrowana i zburzona, Sabrata nigdy nie odzyskała poprzedniej świetności, a zniszczeń dopełniły skutki najazdu Wandalów (435 n.e.). Częściowe odrodzenie miasta odzyskanego sto lat później przez Bizantyjczyków (553 n.e.) łączyło się z jego ufortyfikowaniem i wybudowaniem okazałego kościoła (bazyliki), wspomnianych przez Prokopa z Cezarei (O budowlach VI,4). Ostatecznie jednak ten renesans został w VII wieku powstrzymany zajęciem miasta w 643 r. wskutek podboju Trypolitanii przez muzułmańskich Arabów, po którym miejsce to uległo opuszczeniu.
Według przekazu Swetoniusza (Żywoty cezarów, Boski Wespazjan 3,1), Sabrata była miejscem urodzenia cesarzowej Flawii Domicylli, pierwszej żony Wespazjana i matki jego następców – Tytusa i Domicjana. Wzmiankowany w 253 n.e. biskup świadczy o silnej już obecności miejscowego chrześcijaństwa. W III-IV wieku miasto jako jego siedziba było przejściowo stolicą jednej z afrykańskich diecezji (dioecesis Sabratensis), co w XX wieku dało podstawę do jej odnowienia jako biskupstwa tytularnego obsadzanego od 1903 roku.

## Stanowisko archeologiczne
Sabrata była w istocie dość typowym miastem świata rzymskiego, które jednak przetrwało dotąd w tak dobrym stanie. Wyjątkowość tego miejsca nie ogranicza się do ujawnionych szczególnych rozwiązań urbanistyczno-architektonicznych, lecz pozwala też dziś na ocenę stosunkowo wysokiego poziomu życia mieszkańców tej części afrykańskiego wybrzeża. Wrażenie sprawiają ruiny rozłożone półkoliście i przylegające do samego morskiego pobrzeża. Z antycznego miasta najlepiej dotychczas zachowały się:
- teatr – zapewne najważniejsza z budowli miasta, wzniesiona w końcu II lub na początku III wieku i zachowana w stosunkowo korzystnym stanie jako nieczęsty przykład budowli tego typu, częściowo zrekonstruowanej przez włoskich archeologów;
- amfiteatr – częściowo wykuty w skale i położony na wschodnim krańcu miasta, z którego zachowały się rzędy widowni i okalającej budowlę arkady; pod areną odsłonięto dwa krzyżujące się korytarze służące za przejścia dla gladiatorów i jako pomieszczenia magazynowe;
- Kapitol – świątynia państwowego kultu Trójcy Kapitolińskiej, zbudowana na krótszej (zachodniej) stronie forum, wystawiona na szerokim podium, służącym również jako trybuna (rostra) dla mówców publicznych;
- świątynia bóstwa urodzaju Liber Pater – utożsamianego z miejscowym bogiem Szadrapą, jako wyraz związku z wcześniejszymi lokalnymi wierzeniami wzniesiona po przeciwnej (wschodniej) stronie forum, na dziedzińcu okolonym trójstronnie portykami;
- kuria – faktyczna siedziba władz miejskich wystawiona na dłuższej, północnej stronie forum, z otwartym prostokątnym dziedzińcem, gdzie wyróżnia się zrekonstruowana arkada na kolumnach z korynckimi kapitelami;
- bazylika – przeciwległa, trójnawowa budowla na południowej stronie forum, pod koniec starożytności zamieniona w świątynię chrześcijańską; najpewniej tam odbywał się w 158 r. proces fałszywie oskarżonego o praktyki magiczne erudyty Apulejusza, a w pomieszczeniu od strony południowej znajdował się trybunał sędziego, przypuszczalnie też miejsce kaplicy kultu cesarskiego;
- łaźnie publiczne (termy) – położone w pobliżu plaży, ich szczątki z rozległą, wielobarwną mozaiką podłogową;
- świątynia Izydy – nad brzegiem morza, wystawiona na dziedzińcu (perystylu) otoczonym kolumnadą i na wysokim podium ze schodami; częścią jej była podziemna krypta (być może obrzędowa) oraz inne pomieszczenia domniemanie poświęcone pomniejszym bóstwom;
- domy mieszkalne – stosunkowo liczne pozostałości budownictwa prywatnego, z portykami wspierającymi górne piętro i z płaskim zadaszeniem, wykorzystywanym jako taras, niektóre wyposażone w podziemne pomieszczenia chroniące przed upałem; zachowane mozaiki przemawiają za bogatym wystrojem wnętrz.

Nieodsłonięte dotąd pozostałości miasta antycznego obejmują znaczne połacie zabudowy, zwłaszcza w dzielnicach mieszkalnych i handlowych. Ocenia się, że tym samym mogą stanowić dopełnienie piękniejszych, lecz bardziej udostępnianych zabytków architektonicznych w Leptis Magna.    